# ربا (اسلام)
ربا که تقریباً معادل واژه انگلیسی "usury" است اصطلاحی در قرآن است که به معنی سود ظالمانه در معامله یا تجارت است. ربا چندین بار در قرآن در سوره‌های بقره، آل عمران، نساء و روم به شدت مورد انتقاد قرار گرفته است و تنها گناهی است که از آن به عنوان "جنگ با خداً نام برده شده است، ربا در  چهار دین یهودیت، مسیحیت، اسلام و مزدیسنا حرام است.
با اینکه مسلمانان همه متفق هستند که ربا در اسلام حرام است، تعریف دقیق ربا در بین مسلمانان مورد اتفاق نیست. در گذشته بیشتر دانشمندان اسلامی مانند مسیحیان هرگونه سود بر روی پول را معادل ربا می‌دانستند ولیکن بیشتر علمای اسلامی امروزه آن را معادل سود ظالمانه و نه هر نوع سودی می‌دانند. دانشمندان اسلامی همچنین در مورد اینکه آیا ربا حرام است یا مکروه با یکدیگر اختلاف دارند.
بیشتر دانشمندان اسلامی ربا را به دوگونه تقسیم می‌کنند:
- ربای نسیه (ربای قرضی): که در آن سود بر روی پول اخذ می‌شود.
- ربای فضل (ربای معاملی): مبادله هم‌زمان دو جنس با ارزش نابرابر. به عبارت دیگر؛ مبادله دو کالای ناهمجنس مثل طلا با نقره

## ریشه‌شناسی
لغت ربا قبل از اسلام نیز توسط اعراب به معنی زیاد شدن مورد استفاده قرار می‌گرفت. جان اسپوسیتو معتقد است که ربا در قبل از اسلام رایج بود و هرگاه فردی بدهی خود را نمی‌توانست پرداخت کند بدهی او دو برابر می‌شد و در صورت عدم پرداخت بدهی او مجدداً دوبرابر می‌گردید. این عمل باعث رواج برده داری در بین اعراب شده بود.
در دیدگاه کلاسیک اسلامی تعریف ربا افزایش سرمایه بدون معادل واقعی است. تعریف ربا به صورت مشخص در قرآن ذکر نشده است. از این رو تعاریف مختلفی توسط مسلمانان در زمان‌های مختلف برای آن مورد استفاده قرار گرفته است:
- هر نوع سودی بر روی پول صرف نظر از درصد آن.
- عدم برابر بودن دو کالای مورد معامله.
- هر مقداری بیشتر از وام دریافت شده صرف نظر از مقدار بیشتر بودن
- سود با درصد بیش از حد که بر روی پول اخذ شود.
- زیاد شدن یک چیز بدون انجام کار.

## تاریخچه
تاریخ رباخواری به هزاران سال پیش از میلاد بازمی‌گردد. اولین آثار تاریخی به جا مانده از ربا به ۵۰۰۰ سال قبل از میلاد بر می‌گردد در تمدن سومر ربا فراوان و قانونی بود پس از آن هم در بابل و امپراتوری روم و یونان و در هند هم بسیار رایج بود اما در ایران باستان ممنوع و کم بود علت ممنوع بودن ربا در ایران باستان احتمالاً حرام بودن آن در دین زرتشت بوده با ظهور و گسترش ادیان ابراهیمی ممنوعیت ربا در برخی از حکومت‌ها مثل پادشاهی اسرائیل به وجود آمد اما یهودیان یکی از بنیانگذاران و گسترش دهندگان ربا بودند به دلیل اینکه آنها ربای بین یهودی و غیر یهودی را جایز می دانستد و پس از آن هم با گسترش مسیحیت و اسلام ممنوعیت آن گسترش داشت. ویل دورانت در این‌باره می‌نویسد: از اسناد بر جای مانده از چهار هزار سال پیش از میلاد، به دست می‌آید که قراردادها را با نوشتن، گواهی می‌کردند و نیز آیین وام گرفتن در نزد آنان معمول بوده است و سودی سالیانه نزدیک به ۱۵ تا ۲۳ درصد به وام دهندگان می‌داده‌اند. ربا از جنس خود کالا دریافت می‌شده است. کاهنان نیز به مردم قرض رِبَوی می‌دادند. هرکس باید بدهی خود را می‌پرداخت؛ در غیر این‌صورت، وام دهنده می‌توانست فرزند بدهکار را به گروگان بگیرد.

## ربا در ادیان

### ربا در یهودیت
در تورات اخذ سود از یهودیان منع شده است ولیکن ممنوعیتی برای اخذ سود از غیریهودی (جنتیل) وجود ندارد.
از این رو اسرائیلی‌ها از افراد غریبه که در بین آن‌ها زندگی می‌کردند سود اخذ می‌کردند ولیکن نسبت به بقیه افراد قوم اسرائیل نمی‌توانستند سود بگیرند. در زمان‌هایی که برخوردهای منفی بین یهودیان و غیریهودیان (جنتیلها) در کشورهای مختلف شدت می‌گرفت یهودیان از بسیاری شغل‌ها منع می‌شدند؛ ولیکن به دلیل اینکه گرفتن سود بر روی پول در دین‌های اسلام و مسیحیت ممنوع بودند بسیاری از یهودیان به این شغل‌ها گرویده می‌شدند.
موسی ابن میمون در این باره می‌نویسد: «ما برای برطرف کردن نیاز به بیگانه (جنتیل) قرض نمی‌دهیم، بلکه برای گرفتن بهره و تحمیل خواست خودمان این کار را می‌کنیم؛ در حالی که انجام چنین کاری با برادران یهودی‌مان حرام است.»
در قرون وسطی در اروپا اخذ سود بر روی پول توسط مسیحیان ممنوع بود ولی یهودیان اجازه داشتند که وام با سود به مسیحیان بدهند. در تمامی دربارهای اروپایی فردی به نام یهودی دربار وجود داشت که وظیفه او تأمین منابع مالی لازم برای پادشاه بود. این یهودیان دربار به شدت توسط عامه مردم جنتیل مورد نفرت بودند و به دفعات بعد از مرگ پادشاه حمایت‌کننده توسط مردم کشته شدند.
در ایران نیز به دلیل اینکه در دین اسلام سودگرفتن بر روی پول ممنوع محسوب می‌شد این تجارت به صورت کامل در اختیار یهودیان بود. در قرن نوزدهم تقریباً تمامی یهودیان شیراز به وام دادن با سود اشتغال داشتند. این مسئله تا زمان تأسیس اولین بانک به صورت امروزی به دست بانکدار یهودی-انگلیسی پاول یولیوس رویتر به وسیله امتیازنامه رویتر ادامه داشت تا اینکه بانکداری مدرن جایگزین اعطای وام توسط یهودیان به صورت فردی شد.

### ربا در مسیحیت
قرن پنجم تا پانزدهم میلادی به دوره قرون وسطا معروف است. در این دوره، دیدگاه قطعی کلیسا تا قرن دوازدهم حرام بودن ربا بود. این تغییر رویکرد در نتیجه موج مادی‌گری و سکولاریسم در پایان قرون وسطا، همراه با رشد تجارت (و داد و ستدهای پولی در بازار) در اروپا، جهت‌گیری‌هایی جدید پدیدآورد. از یک‌سو، سکولاریسم (سکولاریست‌ها برای بررسی قضایای گوناگون، روش‌های عقلی و منطقی بنا نهادند. بر اساس این روش، آموزه‌های کتاب‌های آسمانی قابل ردّ یا پذیرش هستند. اگر این آموزه‌ها با استدلال‌های منطقی تأیید شوند، پذیرفتنی هستند و در غیر این‌صورت پذیرفتنی نیستند. نک: بررسی تطبیقی بهره و ربا، ص ۱۷۱.) در جامعه اروپایی نیرومندتر می‌شد. به باور سردمداران این دیدگاه، می‌بایست پول با بهره قرض داده می‌شد. آنان با استناد به روا بودن قرض دادن (یعنی اجاره) دارایی مولّد و دریافت سود سالانه از آن دیدگاه خود را توجیه می‌کردند؛ در حالی که همیشه منظور از دارایی مولّد، مستغلّات و زمین بود. در پی این نظر، رهبران کلیسا برآشفتند و برخی چون سنت توماس اکوئینی با استناد به آموزه‌های مسیحیّت به مبارزه با بهره برخاستند. اینان دیدگاه‌های خود را با تأکید بر دلیل‌های منطقی برگرفته از ارسطو دربارهٔ ربا ارائه می‌دادند.
قداست حرمت رباخواری چنان شکسته شد که لویی چهاردهم در سال ۱۶۶۲ م. آشکارا پولی را با شرط دادن سود فراوان قرض گرفت. در این میان، واقعه‌ای بسیار عجیب و دور از انتظار روی داد و در سال ۱۸۶۰ م. پاپ پیوس نهم یک معامله ربوی انجام داد و ضربه بزرگی به حرمت ربا وارد ساخت.
در پایان قرن هجدهم، برخی از عالمان اقتصاد مانند تورگو و بنتام، به‌طور رسمی موافقت خود را با وام با بهره اعلام داشتند و قانون‌گذار فرانسوی در سال ۱۷۹۳ م. آزادی بهره را به‌طور رسمی اعلام کرد، ولی بعدها در سال ۱۸۰۷ م. قانونی وضع شد که بهره وام تجاری تا ۶ درصد و غیر تجاری تنها ۵ درصد جایز شمرده شد، ولی در سال ۱۹۱۸ م. این قانون لغو شد و این محدودیت‌ها از میان رفت. در انگلیس و آلمان در سال ۱۵۷۱ م؛ و در هلند در سال ۱۶۵۸ م. جایز دانستن ربا قانون‌مند شد. در این قوانین، سقف نرخ بهره تعیین شد و بهره مرکّب جایز نبود یا دریافت بهره مرکّب به اندازه اصل قرض ممنوع بود؛ بنابراین، اروپاییان به وسیله قانون‌گذاری، احکام دینی (مبتنی بر تحریم قطعی ربا) را در جهت مصالح و منافع مادی خود تغییر دادند. از آن پس، در کتاب‌های علمی غرب تعریف ربا این‌چنین بیان شد:
ربا عبارت است از بهره قرض پولی (در دوره اصلی یا دوره‌های تمدید شده بعدی) با نرخی بیش‌تر از نرخ مجاز قانونی.

### ربا در اسلام
در قرآن چندین بار به رباخواری اشاره شده است. در سوره بقره رباخواری به شدت مورد انتقاد قرار گرفته است.
از این رو در فقه اسلامی رباخواری به شدت نهی شده، به‌طوری‌که گناه یک درهم ربا را بیشتر از هفتاد بار زنای با محارم دانسته‌اند. و تمام فقیهان ربا را از گناهان کبیره می‌دانند.
قوانین موضوعه ایران هم ربا را جرم محسوب می‌کنند.
با اینکه در بیشتر کشورهای اسلامی و از آن جمله ایران ربا در قانون به عنوان جرم شناخته می‌شود، بیشتر کشورهای اسلامی سود بانکی تأیید شده توسط حکومت را ربا نمی‌دانند. بسیاری عالمان اسلامی شیعه و سنی فتواهایی در مورد اینکه سود بانکی در زمره حرمت ربا قرار نمی‌گیرد صادر کرده‌اند. به‌طور مثال انور سادات رئیس‌جمهور مصر فتوایی از شیخ الازهر دریافت کرد که سود بانکی را در شرع اسلامی حلال دانسته بود. مفتی اعظم مصر محمد سید تنتوای فتواهای مختلفی در سال ۱۹۹۱ میلادی صادر کرد که به موجب آن سود بانکی را ربا ندانست. از این رو در بیشتر کشورهای اسلامی امروزه سود بانکی که توسط حکومت تأیید شده باشد ربا دانسته نمی‌شود. حال آنکه بعضی دانشمندان اسلامی نظیر عمران نزار حسین اعتقاد دارند که سود بانکی نیز ربا محسوب می‌شود و بعضی هم سود بانکی را در برخی حالت ربا و در برخی حالت غیر ربا می‌دانند.

## حلال یا حرام بودن سود بانکی
بیشتر مسلمانان و غیرمسلمانان اتفاق عقیده دارند که دین اسلام گرفتن هر نوع سودی را بر روی پول حرام می‌داند؛ ولیکن این نظر با اینکه نظر اکثریت است مورد اجماع نیست.
اتفاق باور بر این است که حلال شدن سود بانکی توسط حاکمین و توسط علمای «رسمی» در مورد «مسائل اساسی» صورت گرفته است. به‌طور مثال انور سادات از شیخ الازهر فتوایی در مورد حلال بودن سود بانکی دریافت کرد. مفتی مصر دکتر محمد سید تنتاوی چندین فتوا در مورد حلالیت سود بانکی در سال ۱۹۹۱ داده است. در سال ۱۹۹۷ شیخ نصر فرید وصیل، مفتی اعظم دار المصریه، نیز سود بانکی را حلال اعلام کرد و گفت: «چیزی به اسم بانک اسلامی و غیر اسلامی وجود ندارد. بهتر است به بحث در مورد سود بانکی خاتمه دهیم.» دکتر عبدالمنیر النمر وزیر اوقاف مصر نیز اعلام کرده است که سود بانکی نمی‌تواند ربا باشد.
بعضی دیگر از عالمان اسلامی که سود بانکی را معادل ربا نمی‌دانند افرادی هستند که به حکومت وابسته نیستند ولیکن دیدگاه‌های مدرن دارند. افرادی از این قبیل عبارتند از: محمد عبدوه، رشید رضا، محمود شلتوت، سید احمد خان، فضل الرحمن، محمد سید تنتاوی و یوسف القراداوی. این افراد اعتقاد دارند با توجه به نیازهای جامعه مدرن نمی‌توان سود بانکی را معادل ربا دانست. این افراد اعتقاد دارند ربای ذکر شده در قرآن در مورد بدهی‌های بیش از حد و برده داری بوده است حال آنکه سود بانکی امروزه در کمک به گردش اقتصاد است. این افراد اعتقاد دارند که قوانین بانکداری فعلی جلوی ایجاد بدهی بیش از حد برای افراد را می‌گیرد.

## ربای معاملی
در اصطلاح فقه اسلامی ربا دو قسم است: یکم: ربای معاملی که در معاملات معوض متصور هست. عوضین در این معاملات دو کالای مکیل یا موزون که هم جنس می‌باشند و یکی از عوضین بر دیگری زیادی یا نقصان دارد.
به عبارتی ربای معاملی به معامله معوض که عوضین دو شیء همجنس مکیل و موزون به شرط ازدیاد یا نقصان احد از عوضین گفته می‌شود. به‌طوری‌که یکی از آن دو مقداری بیش از دیگری داشته باشد. مانند این که شخصی ۱۰۰ کیلو گندم را با ۱۲۰ کیلو گندم معاوضه کند.
این نوع ربا هم در معاملاتی که عوضین حال و موجل باشندنسیه واقع می‌شود و بنا به نظر مشهور فقها اختصاص به اموال موزون (وزن‌شدنی) و مکیل (پیمانه‌ای) دارد. برخی از فقها آن را در معامله اموال شمردنی نیز جاری می‌دانند. همچنین نظر مشهور فقها ممنوعیت ربا در تمامی معاملات است نه اینکه اختصاص به عقد بیع داشته باشد.
این نوع ربا ممکن است در هنگام قرض گرفتن و پس دادن نان اتفاق بیفتد.

## ربای دین
دوم: نوع دوم ربای حرام، ربای دین می‌باشد؛ یعنی داین و مدیون تراضی نمایند که بر دین موجود بر ذمه مدیون، شیئی (کالا) یا امری (کار) اضافه گردد. متأسفانه این دقت نظر را بعضی از فقها نداشتند.
اما ربای موضوع در بانکها، از نوع ربای معاملی است؛ زیرا بانک‌ها طی جری عقد معوض مقارضه اقدام به اخذ ربا می‌کنند. به این شکل که سپرده‌گزار پول خود را به بانک می‌دهد و علاوه بر پولِ خود، سود هم دریافت می‌کند؛ یا شخص وام‌گیرنده، وام را قرض می‌گیرد و علاوه بر مبلغ وام، سودی نیز پرداخت می‌کند؛ و اگر ربای قرضی حرام و باطل باشد، این قراردادهای مشتمل بر ربا در بانک نیز حرام و باطل خواهد بود.
ربای قرضی به این صورت که، فرد برای تأمین نیاز مالی جهت امور مصرفی یا سرمایه‌گذاری تقاضای قرض می‌کند و در ضمن عقد قرض «متعهد» می‌شود آنچه را می‌گیرد همراه با زیادی برگرداند.

### دلایل حرمت ربای قرضی
علاوه بر آیات قران، روایاتی دلالت می‌کنند که در خصوص قرض، شرط زیاده حرام است. به عنوان نمونه: عَلِیِّ بْنِ إِبْرَاهِیمَ عَنْ أَبِیهِ عَنِ ابْنِ أَبِی عُمَیْرٍ عَنْ حَمَّادٍ عَنِ الْحَلَبِیِّ عَنْ أَبِی عَبْدِ اللَّهِ ع قَالَ: «إِذَا أَقْرَضْتَ الدَّرَاهِمَ ثُمَّ أَتَاکَ بِخَیْرٍ مِنْهَا- فَلَا بَأْسَ إِذَا لَمْ یَکُنْ بَیْنَکُمَا شَرْطٌ: اگر دراهمی را قرض می‌دهی سپس بهتر از آن را به تو بازمی‌گرداند اشکالی ندارد، البته اگر بین شما شرط زیاده نباشد.»
همین‌طور روایاتی که ربا را ناشی از شرط زیاده می‌دانند. مانند: «قَالَ علیه السلام جَاءَ الرِّبَا مِنْ قِبَلِ الشُّرُوطِ- إِنَّمَا یُفْسِدُهُ الشُّرُوطُ: حضرت فرمودند ربا به خاطر این شروط آمده و شروط است که معامله را فاسد می‌کند».
پس بر طبق دلالت این دسته روایات، بر فرض شرط کردنِ زیاده، اگر بیش از آنچه گرفته شده بازگردانده شود، موجب ربای قرضی بوده، و حرام و باطل خواهد بود.
فقها نیز بر طبق مدلول این روایات حکم کرده و ربای قرضی را فاسد می‌دانند؛ و این حکم مورد اتفاق و اجماع فقها است؛ بنابراین اگر شخص در بانک سپرده‌گذاری کند و پولی را در اختیار بانک قرار دهد، اگر سودی شرط شده باشد، مشمول روایات حرمت می‌باشد. چراکه مبلغی اضافه بر مبلغ اصلی دریافت کرده است؛ و چون در این حساب‌ها سود شرط می‌شود، ربای قرضی بوده، و حرام و باطل است.
همین‌طور شخص وام‌گیرنده، مبلغی را قرض می‌گیرد و علاوه بر مبلغ وام، سودی نیز پرداخت می‌کند. اگر مبلغِ اضافه، شرط شده باشد، ربای قرضی حرام و باطل می‌باشد؛ و چون نرخ بهره شرط می‌شود، حرام خواهد بود.

## فرار از ربا
فرار از ربا فرایندی است که در آن با ترفندهایی ممنوعیت شرعی ربا از میان می‌رود. فرار از ربا ممکن است با بهره‌گیری از حیله‌های ربا یا استثنائات ربا باشد.

### حیله‌های ربا
اکثر فقها معتقدند بکارگیری حیله در معاملات ربوی صحیح است اما عده‌ای هم معتقدند حیله در ربای معاملی صحیح و در ربای قرضی باطل است، روح‌الله خمینی معتقد بود در هر دو صورت حیله باطل است چرا که معامله بدون قصد واقعی انجام شده است. اما فقهای موافق حیله‌های ربا معتقدند فرار از ربا انگیزه طرفین و انجام معامله صحیح قصد آن‌ها است.
حیل الربا شامل این موارد می‌شود:
- ضمیمه‌کردن چیزی به یکی از دو عوض یا هردو. مانند فروش یک هزار درهم و یک دینار به دو هزار درهم.
- فروختن دو مال به مقدار مساوی و بخشیدن مقدار اضافه.
- هر یک از طرفین مال خود را به دیگری ببخشد.
- هر یک از طرفین مال خود را به دیگری قرض دهد و سپس همدیگر را بری‌الذمه کنند.

### استثنائات ربا
به گفته برخی فقیهان شیعه با اسناد برخی روایات در برخی موارد ربا حرام نیست اما مکروه است.
- ربای بین زن و شوهر
- ربای بین پدر و فرزند
- ربای بین مسلمان و کافر حربی: به شرطی که مسلمان ربا را دریافت کند.
- پول اضافی که بدهکار به عنوان جایزه و جدا از آن قرض به طلبکار بدهد و نیت و قصد ربا نداشته باشد.

## ربا در حقوق کیفری
ماده ۵۹۵ قانون مجازات اسلامی ایران ربا را جرم و برای آن مجازات در نظر گرفته است: «مرتکبین اعم از ربا دهنده، ربا گیرنده و واسطهٔ بین آن‌ها علاوه بر ردِ اضافه به صاحب مال به شش ماه تا سه سال حبس و تا ۷۴ ضربه شلاق و نیز معادل مورد ربا به عنوان جزای نقدی محکوم می‌گردند.»

## نظر اندیشمندان
برخی بر این باور اند، که امروزه با توجه به چاپ بی رویهٔ دلار بی پشتوانه و افزایش روزافزون بدهی آمریکا مبتنی بر استفاده از دلار به عنوان ارز بین‌المللی، اقتصاد دلار محور ربوی محسوب می‌شود.